# Feldkirch (distrikt)
Feldkirch är ett distrikt i förbundslandet Vorarlberg i Österrike. I väster gränsar distriktet mot Liechtenstein och Schweiz
Distriktet består av 24 kommuner, varav en stadskommun och tre köpingskommuner:

Kommunerna i distriktet Feldkirch.

Stadskommun (Stadtgemeinde):
- Feldkirch

Köpingskommuner (Marktgemeinden):
- Frastanz
- Götzis
- Rankweil

Kommuner (Gemeinden):

- Altach
- Düns
- Dünserberg
- Fraxern
- Göfis
- Klaus
- Koblach
- Laterns
- Meiningen
- Mäder
- Röns
- Röthis
- Satteins
- Schlins
- Schnifis
- Sulz
- Übersaxen
- Viktorsberg
- Weiler
- Zwischenwasser